# André Chéret
André Chéret (Parigi, 27 giugno 1937 – Montreuil (Senna-Saint-Denis), 5 marzo 2020) è stato un fumettista francese. Era noto soprattutto per aver creato Rahan nel 1969 con lo sceneggiatore Roger Lécureux, una serie che ha disegnato fino al 2015.

## Biografia
Nato il 27 giugno 1937 a Parigi, André Chéret, quando scoppiò la seconda guerra mondiale fu mandato a vivere presso una famiglia di contadini ad Allier. Si appassionò al disegno e disegnò molti animali. Scoprì il fumetto leggendo i libri illustrati Tarzan (in cui a volte vengono pubblicati fumetti del fumettista Burne Hogarth ) e Fillette , che leggevano le sue sorelle e in cui scoprì la serie Durga Râni, regina delle giungle disegnata da René Pellos.
Nel 1952 trovò lavoro in una tipografia, poi in una casa specializzata in pubblicità cinematografica per la quale si perfezionò nella produzione di illustrazioni a pittura e ad acquarello, che gli permisero di realizzare anche lavori di illustrazione per riviste femminili ( Bonnes Serate , Nous Deux , Intimité ..). Durante il servizio militare nel 1958 a Baden-Baden in Germania, produsse cartoni animati ed illustrazioni pubblicate su La Revue des Forces Françaises . Fu su questa rivista che pubblicò il suo primo fumetto, Niceforo Dupont.
Fu mentre scriveva su questa rivista che André Chéret incontrò un altro autore e illustratore di fumetti, Pierre Koernig, che lo portò con il suo amico Jean Giraud, anche lui militare, a vendere alcune opere di illustrazione durante i loro permessi a Parigi.
Grazie a Pierre Koernig, André Chéret pubblicò il suo primo fumetto sul periodico Fripounet e Marisette , un breve racconto umoristico intitolato Paulo e la furia del Rodeo nel n. 21, 24 maggio 1959, ma fu soprattutto per il settimanale Cœurs vaillants, ribattezzato J2 jeunes nel 1963, che lavorò dal 1959 al 1964.
Parallelamente, André Chéret realizzò illustrazioni e cortometraggi, sempre in collaborazione con Pierre Koernig, in particolare per la rivista L'Avant-garde e realizzò anche illustrazioni per racconti, per la stampa regionale, in particolare L'Étonnant Monsieur Kù, per il quotidiano Paris Jour nel 1960, Les Réfugiés a La Montagne , Bonne Soirée e Le Progrès nel 1961 e Sherlock Holmes sul giornale La Voix du Nord nel 1961.
Produsse illustrazioni per la rivista Radar, il settimanale francese di cronaca delle Éditions Nuit et Jour, il cui principale disegnatore fu poi Angelo Di Marco, che lo portò a riprendere, dopo di lui, sul settimanale Mireille, la collana Monica, hostess del air , per il quale disegnò dieci storie complete di 8-10 pagine tra l'aprile 1962 e il 1963, e Rock the Invincible.
Nel maggio 1962, per le Editions Vaillant, André Chéret acquisì il diritto di disegnare la serie Bob Mallard scritta da Jean Sanitas che ha realizzato fino al 1969 nelle pagine di Vaillant poi di Pif  .
Per la rivista J2 Jeunes, André Chéret creò una nuova serie, Kar, basata su una sceneggiatura di Jean-Paul Benoît  che durò per quattro avventure fino al 1968  ,  .
Pubblicò ancora alcuni racconti completi tra il 1966 e il 1969 sulla rivista Francs Jeux e soprattutto un adattamento della serie televisiva Vidocq nel programma di France TV denominato Télé Feuilleton.
Nel Febbraio 1969, nel primo numero di Pif Gadget , André Chéret e Roger Lecureux pubblicarono il primo episodio di Rahan, una nuova serie ambientata in un immaginario mondo preistorico che riscosse enorme successo e alla quale André Chéret si dedicherà quasi esclusivamente per 45 anni. La serie fu regolarmente presente sulle pagine di Pif Gadget fino al 2008 e venne poi pubblicata direttamente in album dalle edizioni Lecureux. Una serie spin-off, Le Petit Rahan , era stata pubblicata nel 1994 e nel 1995 sotto forma di cinque album da Soleil Productions.
Nel frattempo che pubblicava Rahan , André Chéret stava cercando di creare nuove serie, senza successo. Prima di tutto Domino, scritto da Greg poi continuato da Jean Van Hamme e dal secondo episodio, pubblicato tra il 1973 e il 1981 su Tintin, successivamente in cinque album con la edizione Belga di Le Lombard tra il 1979 e il 1982, poi Anaël aux d'or , scritto da Serge Broussine con lo pseudonimo di Sacha, che realizera solo un episodio pubblicato nel 1978 sul periodico Les Visiteurs mercoledì.
Nel 1979 verrà pubblicato sulla rivista Spirou il primo episodio delle avventure di Michel Brazier, con una sceneggiatura di Jean-Michel Charlier. Assorbito dalle altre sue attività, Charlier non scrisse mai il resto della storia e questo singolo episodio rimasew rimase inedito nell'album fino alla sua pubblicazione da parte delle edizioni Fordis nel 2015.
Mentre era in disaccordo con le edizioni Vaillant sulla paternità della creazione di Rahan, non viene più utilizzato come illustratore dall'editore, che affidò il disegno della serie a un altro illustratore, André Chéret andò a lavorare con un altro editore. Il fumetto Gavroche , con una sceneggiatura di Jean Ollivier tratto da Victor Hugo, apparve come album con Hachette nel 1983 dopo che 20 pagine erano state pubblicate su Pif Gadget nº531 nel 1979, accompagnate da una biografia di Yannick Noah scritta da Claude Gendrot, pubblicata su Le Journal de Mickey poi nell'album della Hachette nel 1984 con il titolo C'era una volta Yannick Noah. 
André Chéret prese parte a L'Encyclopédie en bande strips per la quale disegnò Les Aventures de Protéode, basato su una sceneggiatura di Jean-Gérard Imbar, di cui sette album furono pubblicati da Éditions Auzou nel 1985 e poi dal 1996 al 1999, quando prese a fare l'illustrazione di Rahan  e lavorò per il periodico Judo magazine dal 2000 dove pubblico Kyu! basato su una sceneggiatura di un album pubblicato nel 2009 dall'editore K.ditions
.Nel 2003 e nel 2004, André Chéret pubblicò con Editions Joker due avventure di Ly Noock  su sceneggiatura di Michel Rodrigue, poi, nel 2007 con Editions Bamboo, l'adattamento a fumetti del documentario televisivo diretto da Jacques Malaterre, Le Sacre de l ' , nel 2007 e infine, nel 2009 e 2012, Le Dernier des Mohégans, basato su una sceneggiatura di Pfm.
Mentre per le edizioni Fordis venne annunciato il proseguimento delle avventure di Michel Brazier, Christian Godard scriveva il proseguimento delle tavole abbandonate da Jean-Michel Charlier nel 1979, la malattia costringe André Chéret a porre fine alla sua carriera.

## Famiglia
André Chéret conobbe e sposò Chantal Sauger (1951-2017) nel 1974, dopo avergli insegnato il mestiere, divenne la sua disegnatrice di colori ufficiale. .
Per più di 30 anni, André e Chantal Chéret vissero nel villaggio Solognot nel comune La Ferté-Saint-Cyr, per il quale André Chéret, un tempo fu consigliere comunale, aveva creato il logo della scuola come allora, aprile 2017, ha Il nome di Rahan  Dopo la morte della moglie nel comune di Blois nel settembre 2017, si ritirò nella regione di Parigi.
Il creatore di Rahan. Morì il 5 marzo 2020 a 82 anni a Montreuil. 

## Pubblicazioni

### Periodici
- Vaillant
  - 7 racconti a seguire e 35 racconti di Bob Mallard, con Sani, 1962-1969.

- Cuori valorosi
  - 9 racconti, 1962-1963.
- D2 Gioventù
  - 8 racconti, 1963-1966.
  - 3 storie da seguire da Karl , 1966-1968.

- Gadget Pif
  - Cento racconti di Rahan , con Roger Lécureux, 1969-1987.
  - 6 racconti di Bob Mallard , con Sani, 1969.
  - 11 racconti di Rahan , da solo o con Antman, 2004-2008.

- Tintin
  - 5 racconti di Domino, con Greg, 1973.
  - 4 storie a seguire da Domino , con Jean Van Hamme, 1974-1981.

- Spiro
  - Michel Brazier, con Jean-Michel Charlier, 1979.

- Il diario di Topolino
  - C'era una volta Yannick Noah , con Claude Gendrot, 1984.
- C'era una volta Yannick Noah , con Claude Gendrot, 1984.

### Album

#### Rahan
- ·       Rahan , con Roger Lécureux (sceneggiatura), Éditions Vaillant poi Hachette poi Kangourou poi Messidor, 74 raccolte di racconti, 1971-1987.

- ·       Le nuove avventure di Rahan , con Roger Lécureux (sceneggiatura) e Chantal Chéret (colori), Novedi
  - Rahan contro il tempo , 1991.
  - Il mangiatore di uomini , 1992.
  - Rahan l'assassino , 1993.

- ·       Rahan, figlio dei secoli selvaggi , con Roger Lécureux (volume di scena da 1 a 5), Jean-François Lecureux (volume di scena da 6 a 11) e Chantal Chéret (colori), Éditions Lécureux (volumi da 1 a 11) poi Soleil Productions (volume 12)
  - Il matrimonio di Rahan , 1999.
  - La Montagna Spaccata , 2000.
  - Il figlio di Rahan , 2002.
  - Animali pazzi , 2003.
  - Il segreto di Solutré , 2004.
  - La liana magica , 2005.
  - La lotta di Pierrette , 2006.
  - Il tesoro di Belesta , 2007.
  - L'Orda Esiliata , 2008.
  - La leggenda della grotta di Niaux , 2009.
  - L'incredibile Romain La Roche , 2010.
  - I fantasmi del Mont-Bleu , 2015.

- ·       Vaillant completo, 42 volumi, 1983-1987.

- ·       Complete Soleil Productions, 28 volumi, 1992-2011.

- ·       Completa All Rahan , Sun, 25 volumi, 1998-2011.

- ·       Completo in bianco e nero Rahan , Sun, 10 volumi, 2009-2014.

- ·       Intégrale Rahan - La Collection , Altaya, 67 tomi, 2011-2013.

- ·       New Complete Soleil Productions (50º anniversario), 26 volumi, 2019.

#### Bob Mallard
con Sani (sceneggiatura), edizioni Giovani e Vacanze
- ·       6 raccolte bimestrali di racconti, in bianco e nero, 1977-1978.

#### Domino
con Greg (volume di scena 1) poi Jean Van Hamme (volume di scena da 2 a 5), Le Lombard
- - Domino , 1979.
  - Cavalcata per Domino , 1979.
  - Domino contro i giudici , 1980.Gli amori di Domino , 1981.
  - Domino e gli agenti secretes , 1982.

#### L'Enciclopedia dei fumetti
con Jean-Gérard Imbar (sceneggiatura), Edizioni Philippe Auzou
- - Super Greuhu , 1981.
  - Stato di emergenza , 1981.
  - Operazione Disco , 1981.
  - sterminio , 1981.
  - Folie & Cie , 1981.
  - Il figlio delle lune , 1981.
  - La Grande Via , 1981.
  - Foresta, 1981.
  - Peril formX , 1981.
  - I naufraghi , 1981.
  - Proteo contro Proteo , 1982.
  - Le Monstre de la serpentine, 1982.
  - Bras de fer , 1982.
  - Maestro del mondo , 1982.
  - L'ultima metamorfosi , 1982.

#### Protéo
con Jean-Gérard Imbar (sceneggiatura) e Chantal Chéret (colori), Edizioni Philippe Auzou
- - I banditi - Preistoria 1 , 1985.
  - Il drago di Mont-Tombe - Preistoria 2 , 1985.
  - La clessidra della morte , 1996.
  - Le Tyran de Lanxian , 1997.
  - I vermi scuri di Babilonia , 1997.
  - l Dio maledetto , 1998.
  - La triade ribelle , 1998.

#### Le Petit Rahan
con Roger Lécureux (sceneggiatura) e Chantal Chéret (colori), Soleil Productions, coll. "Sole minore"
- - Volume 1 , 1994.
  - Volume 2 , 1994.
  - Volume 3 , 1994.
  - Volume 4 , 1995.

#### Ly-Noock
con Michel Rodrigue (sceneggiatura) e Chantal Chéret (colori), Éditions Joker
- - Felini , 2003.
  - Guerrieri , 2004.

#### Michel Brazier
con Jean-Michel Charlier (sceneggiatura) e Chantal Chéret (colori), Fordis coll. "Eredità"
- - La macchinazione , 2015

## Una sola volta

### Anaël aux yeux d'or
- con Sacha (sceneggiatura), Bédésup, 1980.

### Gavroche
- con Jean Ollivier (sceneggiatura, da Victor Hugo) e Chantal Chéret (colori), Hachette, 1983.

### C'era una volta Yannick Noah
- con Claude Gendrot (sceneggiatura) e Chantal Chéret (colori), Hachette, 1984.

### Il sacramento dell'uomo. L'Homo sapiens inventa le civiltà
- con Loïc Malnati e Jacques Malaterre (sceneggiatura), Bamboo Édition, coll. "Angolo di vista", 2007.

### L'ultimo dei Mohegan
- con Pfm, bambù, grandangolo
  - L'antenato , 2009.
  - The Ancestor , copertina del volume 1 e fine della storia, 2012.

### Kyu! Le secret du judo
- con Emmanuel Charlot (sceneggiatura), edizioni K., 2009.

## Album collettivi
- Rocky Luke , editore Goupil, 1985.
- Costruiamo - Infanzia disabile nella città , Kiwanis International, 1991.
- Uderzo disegnato dai suoi amici , Soleil Productions, 1996.
- Chirac in tutte le sue forme , Pictoris Studio, 1997.
- Les Filles de Soleil n . 19, Soleil Productions, 2014.

## Premi
- 1976: Premio per il designer francese al festival di Angoulême.[33]

### Stampa
- André Chéret (int.) e Frédéric Bosser, “Rahan, personaggio senza tempo”, dBD , n °143, maggio-giugno 2020, pag.  16-23.

### Libri
- Patrick Gaumer, Chéret, André, in World Comics Dictionary , Parigi, Larousse, 2010  Patrick Gaumer, Dictionnaire mondial de la BD, Larousse, 2010,  pp. 175 176, ISBN 978-2-03-584331-9, OCLC 652381718. URL consultato il 14 novembre 2022.
- Louis Cance e Jean-Paul Tibéri, André Chéret, Soissons, Editions du Taupinambour, Febbraio 2009, 82 pag.
- Speciale Fumetti , Vagator Productions,dicembre 2019, 144 pag.

- Rahan, Tome 8  André. Chéret, Rahan : intégrale noir et blanc. Tome 8, vol. 8, Soleil, DL 2013, ISBN 978-2-302-02462-5, OCLC 893707969. URL consultato il 15 novembre 2022.
- Rahan intégrale noir et blanc  André, ... Chéret, Rahan : intégrale noir et blanc. Tome 6, vol. 6, Soleil, DL 2012, ISBN 978-2-302-02075-7, OCLC 798387164. URL consultato il 15 novembre 2022.
- L'Ancêtre  André, ... Chéret e Impr. PPO graphic), L'ancêtre, vol. 1, Bamboo éd, DL 2009, ISBN 978-2-35078-601-8, OCLC 762648797. URL consultato il 15 novembre 2022.

### Internet
- Il luogo del figlio dei tempi feroci.  [ archivio ] (fr) .
- Gilles Ratier, "Heritage - André Chéret"  [ archivio ] , su bdzoom ,14 aprile 2009.
- Intervista ad André Chéret del 2015  [ archivio ] .
- Intervista ad André Chéret del 2017  [ archivio ] .
- Un mondo di bolle speciale Rahan del 26 dicembre 2008 (video)  [archivio].